# سنگ‌چشم آفریقایی جنوبی
سنگ‌چشم آفریقایی جنوبی (نام علمی: Lanius collaris) نام یک گونه از تیره سنگ‌چشمان است.